# Иоанн V Милостивый
Святи́тель Иоа́нн V Ми́лостивый, патриа́рх Александри́йский (греч. Ιωάννης ο Ελεήμων; умер, по разным версиям, между 616 и 620 годами) — александрийский патриарх. Память совершается в день его смерти 12 (25) ноября с шестеричным богослужением.

## Биография
Сын Епифания, сановника (губернатора) на острове Кипр. Родился в Амафунте (Лимасол). Потеряв жену и детей, начал вести аскетическую жизнь, заботился о бедных. Не будучи ни монахом, ни клириком был избран, по желанию народа на патриарший престол. Решение было утверждено императором Ираклием. Став патриархом в 610 году, он сосчитал всех нищих в Александрии и роздал им всё своё имущество. Иоанн послал милостыню ко Гробу Господню, давал у себя приют и помощь бедствующим, выкупал пленных. Его благотворительная деятельность нашла своё отражение в житийной литературе (например, у Дмитрия Ростовского — Житие Иоанна Милостивого, патриарха Александрийского). Боролся с ересью монофизитов.
Когда персы, вторгшись в Египет, угрожали Александрии, и её жители стали разбегаться, Иоанн отправился в Константинополь ходатайствовать о немедленной присылке войск для защиты города, но на пути, остановившись в своей родине, городе Амафунте, скончался около 619 года.

## Канонизация

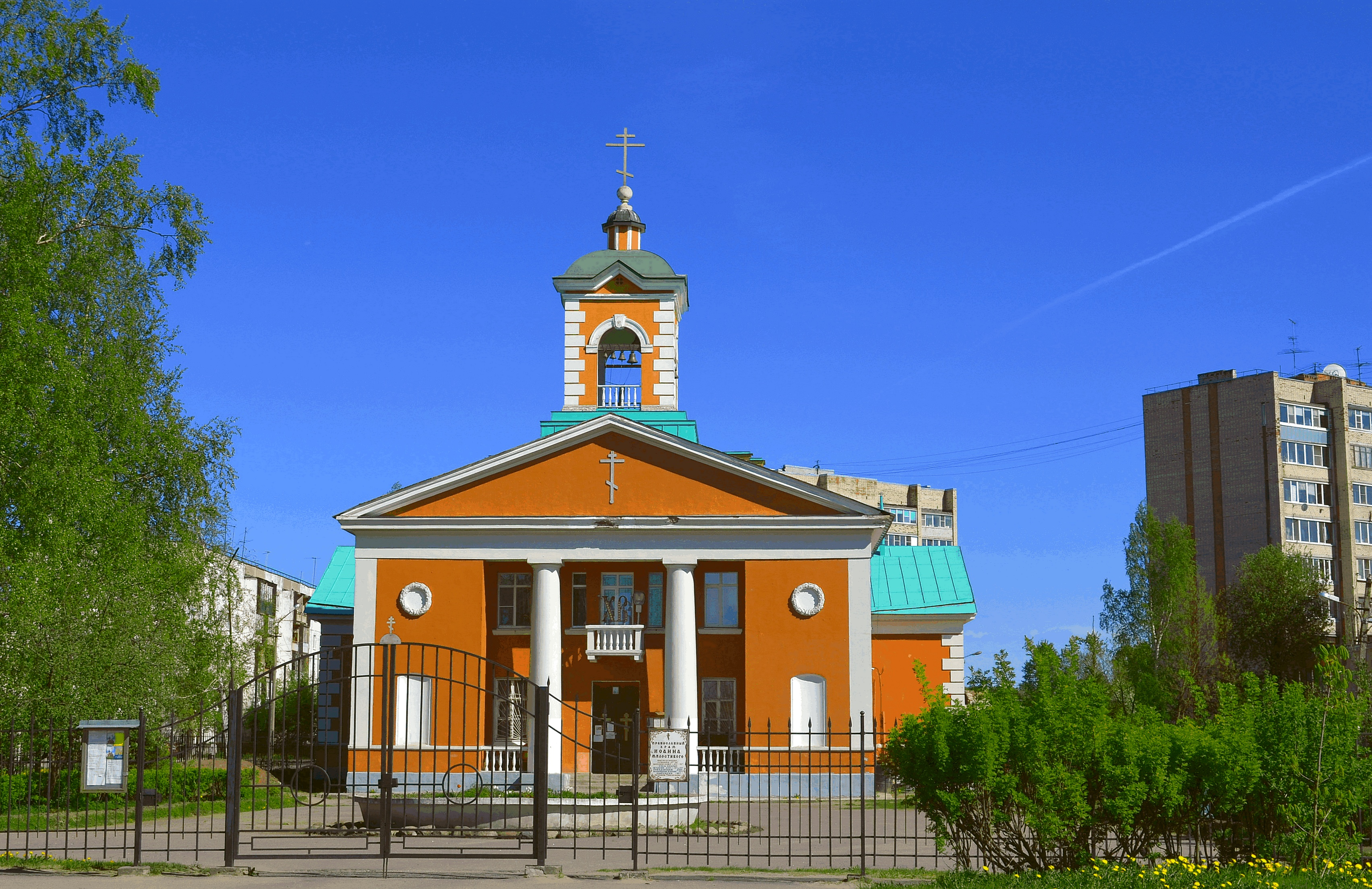
В 2007 году частица мощей святого Иоанна была передана от католического кардинала Анджело Скола православному храму Иоанна Милостивого в городе Отрадное Ленинградской области

Церковь причислила его к лику святых как святителя. Первое житие святителя Иоанна было написано уже в VII веке его современником Леонтием Неаполитанским. У Метафраста рассказывается о чудесах, совершавшихся при его мощах, после его смерти.
Мощи его находились в Константинополе, в 1249 году перевезены в Венецию; другие части мощей с 1489 года в Будапеште (сегодня в Братиславе). Известно о нахождении частиц мощей патриарха Иоанна в следующих афонских монастырях: Дионисиате (десница), Ватопеде, Пантократоре, Дохиаре и Каракале.
| |  |  |
| Слева направо: церковь Иоанна Милостивого на Мячине в Новгороде; костёл Иоанна Милостивого в Познани; реликварий с частью мощей святого Иоанна в Сплитском соборе |  |  |